# Dasycosymbia
Dasycosymbia là một chi bướm đêm thuộc họ Geometridae.